# 13’s Reborn
A 13’s Reborn a Girugamesh együttes első albuma. 2006. szeptember 27-én jelent meg. Kislemezen a Kaisen Sengen és a Fukai no Yami című dal jelent meg. A dalok egy része angol, a többi japán nyelvű.

## Számlista

### CD
1. 13 – 1:04
2. Jarring Fly – 3:37
3. Shadan – 3:35
4. Mouja no Koushin – 3:35
5. Aimai na Mikaku – 4:02
6. Robust Conviction – 4:20
7. Ame to Fukousha – 4:53
8. Furubita Shashin – 3:25
9. Deceived Mad Pain – 3:55
10. Fukai no Yami – 4:07
11. Owari to Mirai – 4:09
12. Kaisen Sengen – 4:04

### DVD
1. Kaisen Segan
2. Owari to Miari

## Közreműködők
- Satoshi: ének
- Shuu: gitár
- Nii: basszusgitár
- Ryo: dob